# Charles R. Buckalew
Charles R. Buckalew (Fishing Creek Township, 1821. december 28. – Bloomsburg, 1899. május 19.) az Amerikai Egyesült Államok szenátora (Pennsylvania, 1863–1869).